# Michał Karbownik
Michał Karbownik (* 13. März 2001 in Radom) ist ein polnischer Fußballspieler, der bei Hertha BSC unter Vertrag steht. Er kann sowohl die Positionen im Mittelfeld als auch in der Außenverteidigung besetzten und ist seit Oktober 2020 polnischer Nationalspieler.

## Karriere

### Verein
Karbownik stammt aus der Nachwuchsarbeit des Hauptstadtvereins Legia Warschau. In der Saison 2017/18 kam er erstmals in der Reservemannschaft Legia Warschau II, welche in der vierthöchsten polnischen Spielklasse spielte, zum Einsatz. In dieser Spielzeit bestritt er 15 Einsätze. In der nächsten Saison 2018/19 zählte er bereits zu den Leistungsträgern und absolvierte 28 Ligaspiele. Dies ermöglichte ihm zur nächsten Spielzeit 2019/20 einen Platz in der ersten Mannschaft. Sein Debüt bestritt er am 25. August 2019 (6. Spieltag) beim 3:2-Auswärtssieg gegen den ŁKS Łódź, als er startete und einen Treffer vorbereitete. In der Folge etablierte er sich rasch in der Startformation von Cheftrainer Aleksandar Vuković und absolvierte in dieser Saison 28 Ligaspiele.
Am 4. Oktober 2020 verpflichtete der englische Erstligist Brighton & Hove Albion Karbownik, stattete ihn mit einem Vierjahresvertrag aus und lieh ihn für die gesamte Saison 2020/21 an Legia Warschau aus. Bereits Mitte Januar 2021 beorderten die Seagulls ihn zurück und am 10. Februar 2021 gab er bei der 0:1-Pokalniederlage gegen Leicester City sein Debüt im englischen Profifußball.
Ende August 2021 wurde Karbownik für eine Saison an Olympiakos Piräus in die griechische Super League verliehen.
Am 4. August 2022 wechselte er, wiederum auf Leihbasis für ein Jahr, zu Fortuna Düsseldorf.
Anfang August wechselte er zum Zweitligisten Hertha BSC.

### Nationalmannschaft
Michał Karbownik spielte für diverse polnische Juniorenauswahlen.
Am 7. Oktober 2020 debütierte Karbownik beim 5:1-Testspielsieg gegen Finnland in der polnischen A-Nationalmannschaft.